# 웨일스 공국
웨일스 공국(웨일스어: Tywysogaeth Cymru 티위소가에트 킴루, 영어: Principality of Wales)은 1216년부터 1536년까지 웨일스 지역에 존재한 공국이다. 1283년에 잉글랜드 왕국에 정복된 후 1536년 웨일스 지역에 잉글랜드의 법체계를 적용하면서 소멸하였다.